# Marcelo Galeazzi
Marcelo Alejandro Galeazzi (Rosario, Argentina, 29 de noviembre de 1966-Buenos Aires, 1 de junio de 2016) fue un futbolista argentino, que jugó en diferentes equipos de Argentina, Chile e Israel.

## Clubes
| Club               | País      | Año       |
| ------------------ | --------- | --------- |
| Ferro Carril Oeste | Argentina | 1986-1987 |
| Atlanta            | Argentina | 1987-1988 |
| Ferro Carril Oeste | Argentina | 1988      |
| Deportivo Español  | Argentina | 1988-1989 |
| San Miguel         | Argentina | 1990-1991 |
| Los Andes          | Argentina | 1991-1992 |
| Racing Club        | Argentina | 1992-1993 |
| Cobreloa           | Chile     | 1993      |
| San Lorenzo        | Argentina | 1993-1994 |
| Sportivo Italiano  | Argentina | 1994-1995 |
| Tigre              | Argentina | 1995-1996 |
| San Miguel         | Argentina | 1996-1997 |
| Maccabi Kiryat Gat | Israel    | 1997      |